# Азербайджансько-івуарійські відносини
Азербайджансько-івуарійські відносини — двосторонні дипломатичні відносини між Азербайджаном та Кот-д'Івуаром.

## Історія
Дипломатичні відносини між країнами встановлені 19 листопада 1996.

## Економічні відносини
У 2019 році товарообіг між країнами склав 101740 доларів США.